# John Davies (historien)
Pour les articles homonymes, voir John Davies et Davies.
John Davies, né le 25 avril 1938 à Treorchy (Pays de Galles) et mort le 16 février 2015 à Cardiff, est un historien et animateur de télévision et de radio gallois.

## Biographie
Après avoir étudié à l'Université de Cardiff, puis au Trinity College de Cambridge, il enseigne l'histoire du Pays de Galles à l'Université d'Aberystwyth. Il participe ensuite régulièrement, comme animateur ou comme invité, à différentes émissions de télévision et de radio. Son œuvre majeure, A History of Wales (1994), a d'abord paru en gallois sous le titre Hanes Cymru (1993) et a été rééditée dans les deux langues en 2007.